# Batalla del Golfo de Morbihan
La batalla del Golfo de Morbihan (también conocida como batalla del Golfo de Quiberón o de Las Puertas) fue el encuentro más importante de la campaña de Cayo Julio César contra la tribu gala de los vénetos, que dirigían una coalición de tribus rebeldes de la región de Armórica, en el año del 56 a. C. como parte de la guerra de las Galias. Se resolvió en una significativa victoria romana que tuvo lugar en el golfo de Morbihan, un pequeño golfo interior localizado en la costa atlántica de Bretaña. 
La mayoría de los acontecimientos fueron narrados por Julio César en De Bello Gallico, libro III, capítulos 7 a 16.

## Antecedentes

### Rebelión gala
A inicios del año 56 a. C. ante la llegada de las tropas romanas al mando de Publio Licinio Craso las tribus de la moderna Bretaña se sometieron pacíficamente a la nueva autoridad. Craso estableció los cuarteles de invierno de la Legio VII en el territorio de los andecavos (pueblo que vivía en los alrededores de la actual Nantes). Por falta de suministros envía prefectos y tribunos a recolectarlos entre las tribus vecinas de los esuvios, coriosolites y vénetos. Estos últimos dominaban el comercio marítimo con Britania y poseían una gran flota de navíos. 
Estos son los que desencadenan la rebelión de los pueblos de Armórica, secuestrando a los delegados romanos Tito Silio y Quinto Velanio. Esto es imitado por sus vecinos esuvios y coriosolites, que secuestran a Marco Trebio Galo y Tito Terrasidio exigiendo la retirada romana a cambio de la liberación de los rehenes. La causa de la revuelta es probable veían con malos ojos el creciente poder de los romanos y los veían como competidores comerciales.

### Reacción romana
César que se encontraba en Italia donde se reúne y se rehabilita el primer triunvirato en Lucca creyendo que la Galia se hallaba en paz, enterado ordena la construcción de una flota en el río Loira que desemboca en el océano Atlántico y movilizar hasta allí a los marineros. 
La alianza de pueblos galos se preparó para la venganza de César, vénetos sumaron a los osismos, lexovios, námnetes, ambiliatos, mórinos, diablintes, menapios y britanos. 
Conscientes del poderío romano que enfrentarían, los galos tenían a su favor sus barcos, adaptados a las duras condiciones navales del Atlántico, la falta de preparación de los romanos y su mejor conocimiento de la geografía local, que incluía un alto número de islas que servían de refugios y puertos protegidos de las fuerzas terrestres por las mareas altas y de las flotas navales por las mareas bajas, las ciénagas y marismas. El procónsul romano llegó a la Galia en abril y envió a sus tropas a diversos puntos de la región para impedir la expansión de la rebelión. 
- Tito Labieno: fue enviado con la caballería al territorio de los tréveros para evitar una rebelión en la Galia Bélgica.
- Publio Craso: con doce cohortes y parte de la caballería fue enviado a Aquitania para evitar que desde aquella región se enviaran guerreros y suministros a los rebeldes.
- Quinto Titurio Sabino: con tres legiones a pacificar a los lexovios, coriosolites y unelos.
- Décimo Junio Bruto Albino: quedó a cargo de la flota que enfrentaría a los vénetos.

Los pictones, sántonos y otros pueblos enviaron tropas a apoyar la campaña romana. César marchó con sus tropas al sur de la Armórica a unirse a Junio Bruto. Las ciudades de los vénetos estaban en promontorios fortificados, inaccesibles por tierra y muy difíciles por mar. Aunque César tomo varios fuertes lo vénetos se retiraban por mar en cuanto veían que no podían defenderlos, llegando a una nueva fortaleza, lo que llevó a César a entender que necesitaba el dominio del mar.

## La batalla
Ante la imposibilidad de tomar por tierra todas las fortalezas vénetas los romanos decidieron usar su flota, construida en la desembocadura del Loira, en territorio de los pictones, César entendió que para derrotar a los vénetos debía destruir primero la flota de estos.

### Fuerzas vénetas
Según César los navíos vénetos eran superiores a los romanos: sus cascos eran más planos, sus proas y popas estaban diseñadas para ser más manejables en las tormentas, estaban hechos de madera, sus anclajes tenían cadenas y sus velas estaban hechas de pieles. Eran además más grandes y pesados y de cascos más gruesos y por último eran más altos lo que los protegía mejor de un intento de abordaje o de proyectiles enemigos.

### Fuerzas romanas
Tenían como ventaja el ser más rápidas y versátiles y dependían menos de las velas ya que usaban principalmente los remos para moverse. Tenían menor resistencia a las tormentas y operaban mejor en mares calmados.

### El enfrentamiento
Cuando la flota estuvo lista y entró en el océano, Julio Bruto tomó el mando y la lideró hacia el territorio de los vénetos en el verano. Pero los romanos fueron sorprendidos cerca de Saint-Gildas-de-Rhuys. Inicialmente dada la superioridad de sus barcos, los celtas tuvieron la ventaja. Los proyectiles romanos resultaron incapaces de llegar a la cubierta de los navíos celtas, por ser estos últimos de mayor altura, mientras que los galos los tenían a su merced. 
Los romanos perdieron varios barcos. Luego intentaron engancharse a los barcos galos para abordarlos consiguiendo un éxito limitado. Finalmente los vientos se calmaron y los barcos vénetos quedaron inmovilizados siendo destruidos entonces uno tras otro, logrando escapar solo unos pocos. La flota gala terminó por ser destruida.